# Sånger från andra våningen
Sånger från andra våningen är en svensk dramafilm som hade biopremiär i Sverige den 6 oktober år 2000, i regi och med manus av Roy Andersson.
Filmen är den första delen i Anderssons Levandetrilogi där även filmerna Du levande och En duva satt på en gren och funderade på tillvaron ingår. Filmen vann jurypriset vid filmfestivalen i Cannes år 2000.

## Handling
I en tunnelbanevagn står en man vars ansikte är svart av sot. I sin högra hand bär han en plastkasse med dokument, eller rättare sagt de förkolnade resterna av dem. I en korridor håller sig en man desperat fast kring benen på sin chef, som just avskedat honom, skrikande "Jag har jobbat här i trettio år!".
På ett café sitter någon och väntar på sin far, som har bränt sin egen möbelfirma för försäkringspengar. Gatorna fylls av bilköer och självspäkande börsmäklare, medan ekonomer, desperata på en lösning på problemet med att det har blivit för dyrt att arbeta, blickar in i en spåkvinnas kristallkula.
Allt och alla är på väg någonstans, men målet och dess mening glömdes på vägen.

## Rollista (i urval)
| Lars Nordh                    | – Karl             |
| Stefan Larsson (skådespelare) | – Stefan           |
| Bengt C.W. Carlsson           | – Lennart          |
| Torbjörn Fahlström            | – Pelle            |
| Sten Andersson                | – Lasse            |
| Lucio Vucino                  | – trollkarlen      |
| Hanna Eriksson                | – Stefans flickvän |
| Peter Roth                    | – Tomas            |
| Tommy Johansson               | – Uffe             |
| Sture Olsson                  | – Sven             |
| Jöran Mueller                 | – ekonomen         |
| Hasse Söderholm               | – överbefälhavaren |
| Eva Stenfelt                  | – psykologen       |

## Om filmen
Ett antal löst sammanhängande historier får tjäna som bakgrund till en surrealistisk, stillsam svart komedi med tydlig samhällskritisk udd. Filmen karaktäriseras av långa, utstuderade scener utan klipp och kamerarörelser. Dikten som reciteras av figurerna är Cesar Vallejos Älskade vare de som sätter sig, i manér av Saligprisningar.